# Los Panchos
Лос Панчос (ісп. Los Panchos) — латинське тріо, яке в 1944 році створили в Нью-Йорку Чучо Наварро, Альфредо Хіль та Ернандо Авілес. Тріо стало одним з провідних виконавців болеро та романтичної балади в Латинській Америці.
Характерним інструментом Los Panchos є гітара-реквінто, яка менша та настроєна вище, ніж стандартна гітара, її популяризував Альфредо Хіль.

## Історія
Тріо Los Panchos вперше зібралося в 1944 році в Нью-Йорку після об'єднання Чучо Наварро (1913-1993) і Альфредо Хіля (1915-1999) з Мексики, та Ернандо Авілеса  (1914-1986) з Пуерто-Рико. Усі троє грали на гітарі та співали.

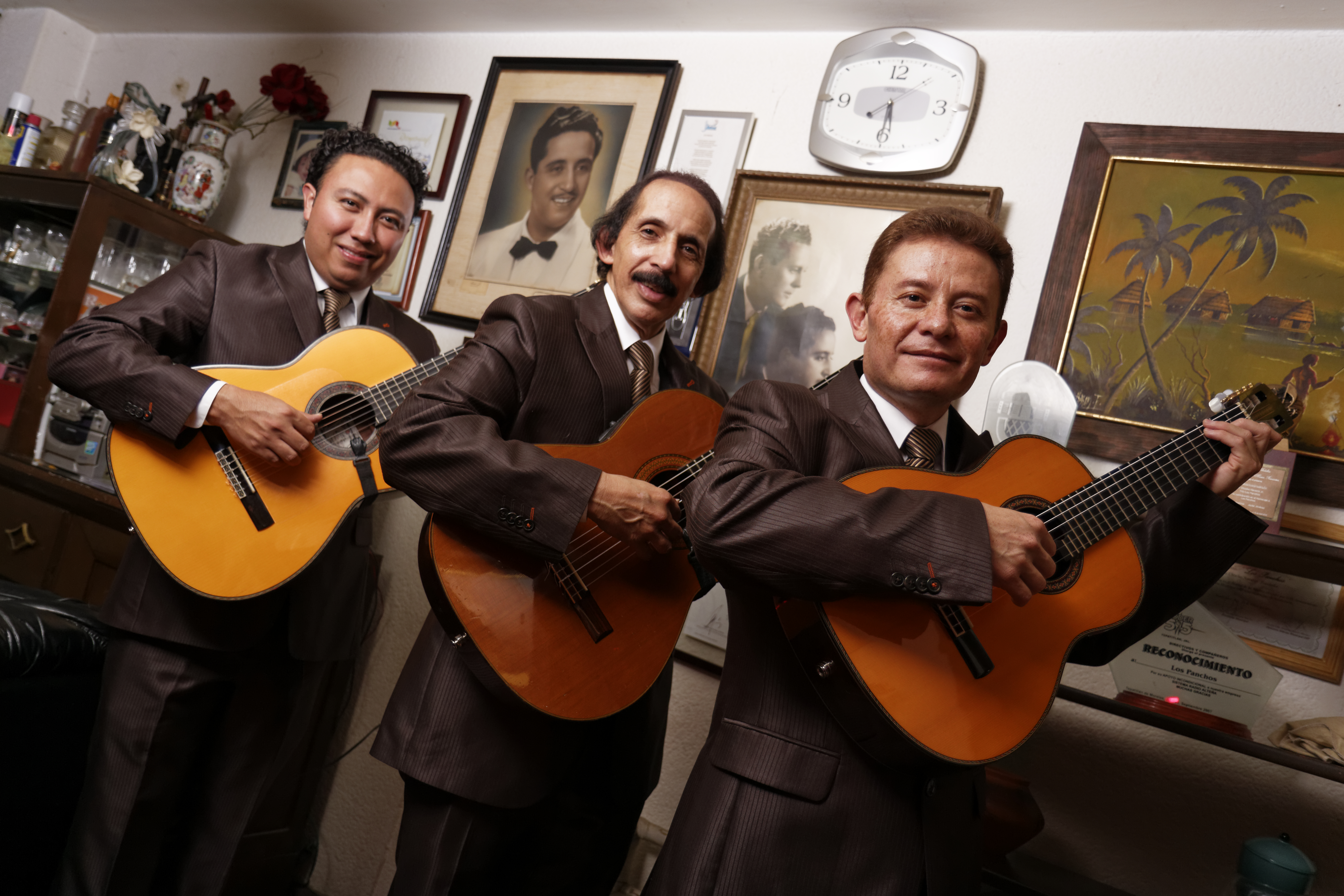
Лос Панчос (Los Panchos)

Тріо Лос Панчос прославилося завдяки своїм романтичним піснями, особливо в Латинській Америці, де вони досі вважаються одним з найкращих тріо всіх часів. Вони продали мільйони платівок у Латинській Америці та інших країнах. У 40-х роках вони співпрацювали з Viva America Orchestra Альфредо Антоніні та оркестровим акордеоністом Джоном Серрі-старшим. Вони також брали участь у майже 50 фільмах, переважно в мексиканському кіно періоду «золотого віку».
Los Panchos почав гастролювати на міжнародному рівні в 1946 році і пізніше того ж року переїхав у Мехіко. Їх зустріли з розпростертими обіймами, і XEW-AM, найпопулярніша радіостанція в Мехіко, зарезервувала часовий проміжок для їх музики. У 1951 році Los Panchos розпочав чергове міжнародне турне по Латинській Америці.
Хуліто Родрігес приєднався до групи в 1952 році; його замінив Джонні Альбіно в 1958 році. Джонні Альбіно, Чучо Наварро, Мігель Повентуд та Йомо Торо були музикантами студії для CBS і співпрацювали зі співачкою Ейді Горме над серією популярних альбомів у 1960-х роках. Ера Альбіно була однією з найбільш успішних для Los Panchos, класичні альбоми якої досі користуються великою популярністю серед шанувальників гурту. Відхід Альбіно у 1968 році був бурхливим, оскільки він не залишався в добрих стосунках з керівництвом групи.
У 1971 році Овідіо Ернандес приєднався до групи як головний вокаліст, де залишався до моменту ускладнень від менінгіту в 1976 році. В результаті його замінив Рафаель Басурто Лара.
Альфредо Хіль грав у Los Panchos до виходу на пенсію в 1981 році; він помер у 1999 році. Чучо Наварро грав у гурті до своєї смерті в 1993 році.

## Дискографія
- 1945 — Mexicantos
- 1946 — La Palma (Trio Los Panchos та Viva America Orchestra під керівництвом Альфредо Антоніні з Джоном Серрі-старшим[en])[9]
- 1949 — Ritmos tropicales
- 1949 — Boleros selectos, Vol. 1
- 1950 — Los Panchos Favorites
- 1955 — Boleros selectos, Vol. 2
- 1955 — Así cantan Los Panchos
- 1956 — Canciones para una noche de lluvia
- 1956 — Vaya con Dios
- 1956 — Canciones del corazón
- 1956 — South Of The Border
- 1956 — Mexican Holiday
- 1957 — Eva Garza[en]
- 1958 — Un minuto de amor
- 1959 — Trío Los Panchos y Chucho Martínez Gil
- 1959 — Siete notas de amor
- 1960 — Los Panchos con Johnny Albino cantan
- 1960 — Canciones del corazón
- 1960 — Los favoritos de todo el mundo
- 1960 — Los Panchos en Tokyo
- 1961 — Ciudadanos del mundo
- 1961 — Ambassadors of Song
- 1961 — Ceguera de amor
- 1961 — Los Panchos en Japón
- 1962 — Época de oro
- 1962 — Los Panchos cantan tangos
- 1962 — El Trío Los Panchos interpreta Guty Cárdenas
- 1962 — El pecador
- 1962 — México canta
- 1962 — Favoritos latinos
- 1963 — A mi madrecita
- 1963 — Cantan a Paraguay
- 1963 — Love Songs of the Tropics — Trio Los Panchos Sing the Songs of Rafael Hernández Marín[en]
- 1963 — Pedro Flores[en]
- 1964 — By Special Request Sing Great Love Songs In English
- 1964 — Caminemos
- 1964 — Amor (Great Love Songs In Spanish) (з Ейді Горме)
- 1964 — Los Panchos en el Japón
- 1964 — Recuerdos…
- 1965 — More Amor / Cuatro vidas (з Ейді Горме)
- 1965 — El pescador de estrellas
- 1965 — Obsesión
- 1965 — Los Panchos en persona
- 1965 — Horas nuestras
- 1966 — Que no te cuenten cuentos
- 1966 — Celoso
- 1966 — Blanca Navidad / Navidad Means Christmas (з Ейді Горме)
- 1967 — Los Panchos en estéreo, Vol. 1
- 1967 — Con éxitos de Armando Manzanero
- 1967 — En Venezuela
- 1967 — Hey, Amigo! The Trío Los Panchos Sing Great Popular Country Hits in Spanish with The Jordanaires
- 1968 — Los Panchos en estéreo, Vol. 2
- 1968 — Gigliola Cinquetti e il Trio Los Panchos in Messico
- 1968 — Con mariachi
- 1970 — Liliana
- 1970 — Los Panchos En Japón, Vol. 2
- 1970 — Los Panchos Cantan a Agustín Lara
- 1970 — Trío Los Panchos
- 1971 — Volví la espalda
- 1971 — Voces internacionales con Los Panchos
- 1971 — Basura
- 1971 — Háblame
- 1972 — Lo dudo
- 1972 — Frío en el alma
- 1972 — Martha (з Естелою Раваль)
- 1972 — Quiero
- 1972 — Cantan al Perú
- 1972 — Adulterio
- 1972 — La hiedra
- 1973 — El tiempo que te quede libre
- 1973 — Tú me acostumbraste (з Естелою Раваль)
- 1974 — Gil, Navarro y Hernández
- 1974 — Yo lo comprendo
- 1976 — Cantan a Latinoamérica
- 1976 — Sabor a mí
- 1977 — Si tú me dices ven (Lodo)
- 1981 — España en la voz de Los Panchos
- 1982 — Los Panchos en Brasil
- 1985 — Homenaje a Carlos Gardel
- 1985 — La nave del olvido
- 1989 — Esencia romántica
- 1991 — Siglo veinte
- 1991 — Triunfamos
- 1991 — Hoy
- 1992 – Latin American Favourites
- 1993 – Los Panchos Y Sus Voces
- 1993 – Eydie Gorme Y Los Panchos  – 24 Grandes Canciones
- 1994 – Leyendas Los Panchos, Vol. I
- 1994 – Leyendas Los Panchos, Vol.2
- 1995 – Los Panchos Cantan a La Mujer Deseada
- 1995 – Los Panchos: Cantan a Gardel (Con Estela Raval, Eydie Gormé y Gigliola Cinquetti)
- 1997 – Inolvidable (José Luis Rodríguez)
- 1997 – Amor Sin Palabras
- 1999 – Inolvidables Vol.2 - Enamorado de Ti (José Luis Rodríguez)
- 1999 – Caminemos
- 1999 – Serenade Trío Los Panchos
- 1999 – Grandes Éxitos
- 2000 – Mil Años Más De Amor
- 2001 – Inolvidable Vol.3 – Algo Contigo (José Luis Rodríguez)
- 2005 – Insaciable
- 2006 – Ebrio de Amor
- 2006 – Alma Vanidosa
- 2007 – Amor de Bolero
- 2009 – Enamorado
- 2010 – María Elena y Otros Éxitos
- 2011 – Los Panchos y Las Canciones de Álvaro Carrillo
- 2012 – Los Panchos Cantan En Inglés
- 2013 – A Su Manera
- 2013 – Bésame Mucho
- 2013 – Las Siete Primeras Voces
- 2013 – Trío Los Panchos y Ellas